# Cliff Bastin
Clifford Sydney "Cliff" Bastin (14. marts 1912 – 4. december 1991) var en engelsk fodboldspiller, der spillede som angriber eller kant. Han var på klubplan primært tilknyttet Arsenal FC, hvor han spillede i 18 sæsoner, og havde desuden et et-årigt ophold hos Exeter City i sin fødeby. Han vandt hele fem engelske mesterskaber og to FA Cup-titler, og er dermed en af Arsenals mest vindende spillere nogensinde.
Bastin spillede desuden 21 kampe og scorede 12 mål for Englands landshold, som han debuterede for 18. november 1931 i et opgør mod Wales.

## Titler
Engelsk Mesterskab
- 1931, 1933, 1934, 1935 og 1938 med Arsenal F.C.

FA Cup
- 1930 og 1936 med Arsenal F.C.

Charity Shield
- 1930, 1931, 1933, 1934 og 1938 med Arsenal F.C.